# Witte de Withstraat (Rotterdam)
 (septembre 2024).
La mise en forme du texte ne suit pas les recommandations de Wikipédia : il faut le « wikifier ».
Les points d'amélioration suivants sont les cas les plus fréquents :
- Les titres sont pré-formatés par le logiciel. Ils ne sont ni en capitales, ni en gras.
- Le texte ne doit pas être écrit en capitales (les noms de famille non plus), ni en gras, ni en italique, ni en « petit »…
- Le gras n'est utilisé que pour surligner le titre de l'article dans l'introduction, une seule fois.
- L'italique est rarement utilisé : mots en langue étrangère, titres d'œuvres, noms de bateaux, etc.
- Les citations ne sont pas en italique mais en corps de texte normal. Elles sont entourées par des guillemets français : « et ».
- Les listes à puces sont à éviter, des paragraphes rédigés étant largement préférés. Les tableaux sont à réserver à la présentation de données structurées (résultats, etc.).
- Les appels de note de bas de page (petits chiffres en exposant, introduits par l'outil «  Source ») sont à placer entre la fin de phrase et le point final[comme ça].
- Les liens internes (vers d'autres articles de Wikipédia) sont à choisir avec parcimonie. Créez des liens vers des articles approfondissant le sujet. Les termes génériques sans rapport avec le sujet sont à éviter, ainsi que les répétitions de liens vers un même terme.
- Les liens externes sont à placer uniquement dans une section « Liens externes », à la fin de l'article. Ces liens sont à choisir avec parcimonie suivant les règles définies. Si un lien sert de source à l'article, son insertion dans le texte est à faire par les notes de bas de page.
- La présentation des références doit suivre les conventions bibliographiques. Il est recommandé d'utiliser les modèles {{Ouvrage}}, {{Chapitre}}, {{Article}}, {{Lien web}} et/ou {{Bibliographie}}. Le mode d'édition visuel peut mettre en forme automatiquement les références.
- Insérer une infobox (cadre d'informations à droite) n'est pas obligatoire pour parachever la mise en page.

Pour une aide détaillée, merci de consulter Aide:Wikification.
Si vous pensez que ces points ont été résolus, vous pouvez retirer ce bandeau et améliorer la mise en forme d'un autre article.
La Witte de Withstraat est une rue animée située dans le centre de Rotterdam, aux Pays-Bas. Elle est célèbre pour ses cafés, restaurants, galeries d'art, boutiques variées et monuments municipaux. La rue relie la Schiedamse Vest à la Eendrachtsweg. En 1871, elle a été nommée en l'honneur de l'amiral rotterdamois Witte Cornelisz. de With (1599-1658).
Dans les années 1970, la rue était connue pour sa mauvaise réputation en raison de la présence de nombreux cafés douteux et de maisons de jeu illégales. Dans les années 1990, la rue a subi une métamorphose dans le cadre de l'initiative « Kunst-As », un axe reliant le Museumpark au Musée maritime de Rotterdam.

## Art et culture
La Witte de Withstraat abrite plusieurs galeries d'art et commerces consacrés à l'art, dont les plus notables sont :
- Kunstinstituut Melly, situé au Witte de Withstraat 50, un centre d'art contemporain présentant des expositions et des projets explorant les relations entre l'art néerlandais et international.
- Galerie de Aanschouw / 80b
- La Galerie Rotterdam, anciennement Galerie Ecce et auparavant Galerie Cokkie Snoei
- TENT Rotterdam

## Histoire
- Vers 1900, la Witte de Withstraat faisait partie du réseau de tramway hippomobile de Rotterdam, l'une des premières lignes de tramway de la ville.
- L'ancien bâtiment du NRC a temporairement accueilli le Musée de la photographie des Pays-Bas, qui est désormais situé dans le bâtiment Las Palmas (nl), au Wilhelminakade (nl), dans le quartier de Kop van Zuid.
- Le numéro 53 de la Witte de Withstraat abritait jusqu'en 2011 la MK Galerie. En mémoire des galeristes décédés en juin 2011, le Prix MK est régulièrement décerné à des artistes pour leur œuvre exceptionnelle.

## Monuments municipaux

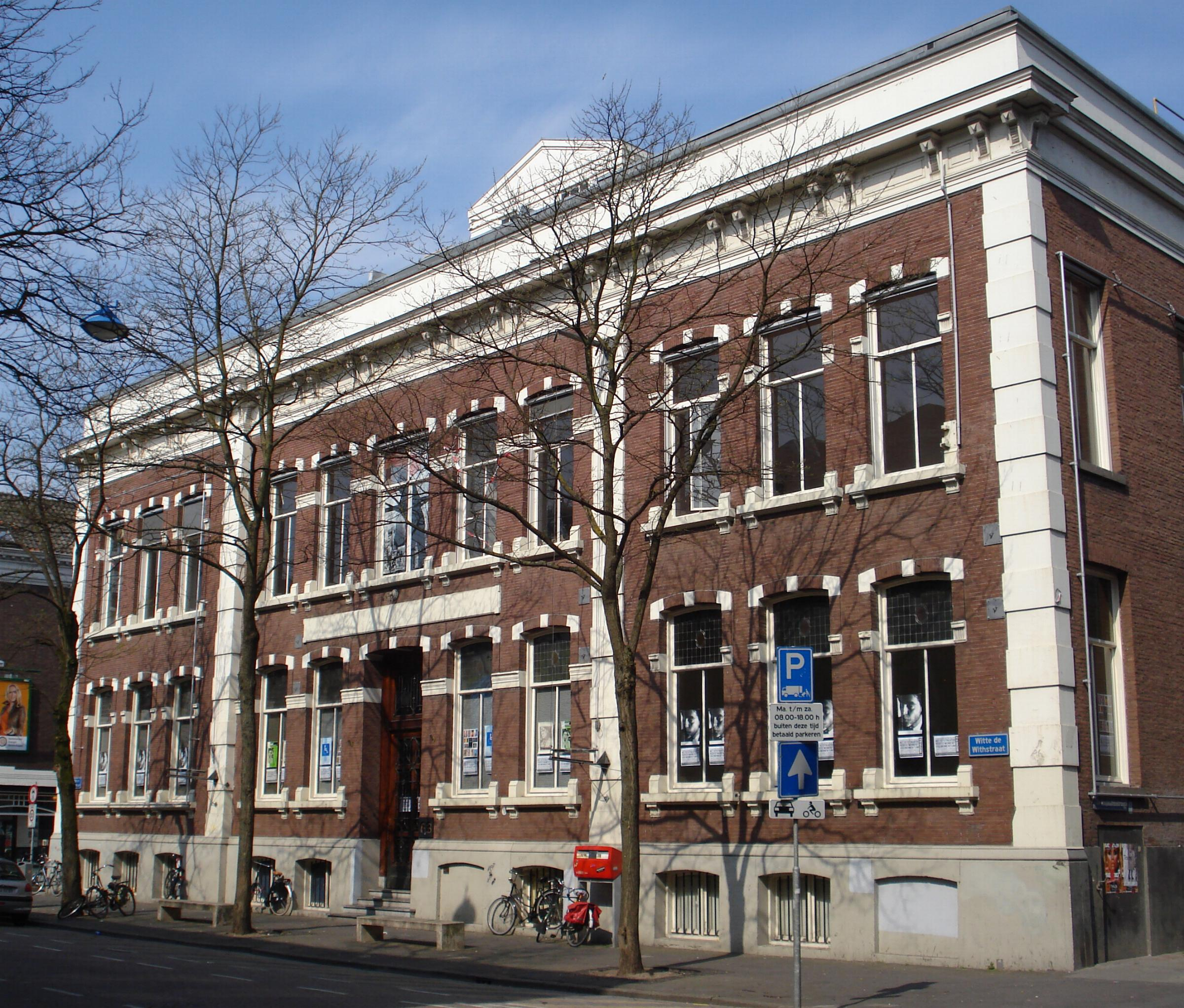
Witte de Withstraat 63
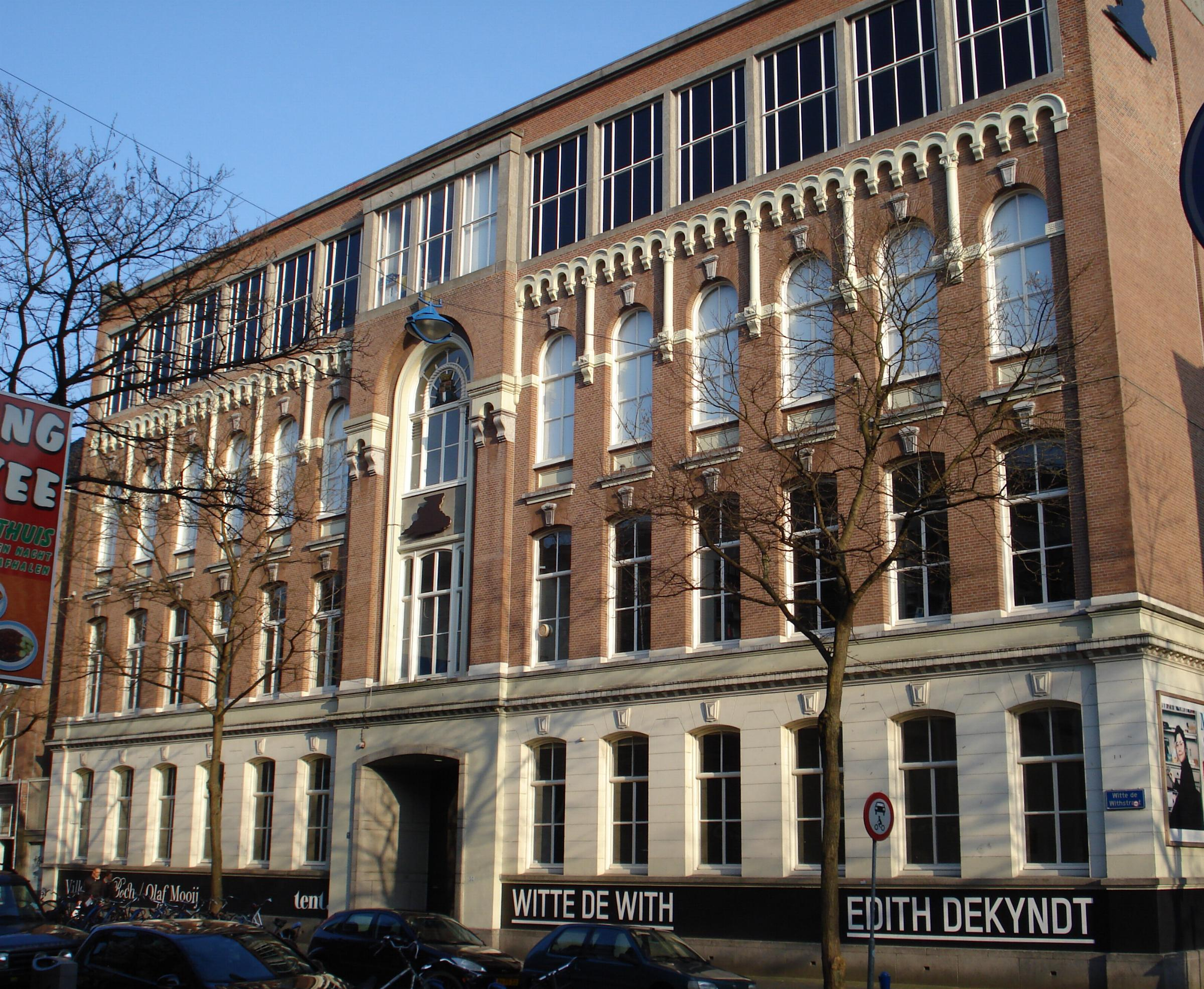
Witte de Withstraat 50
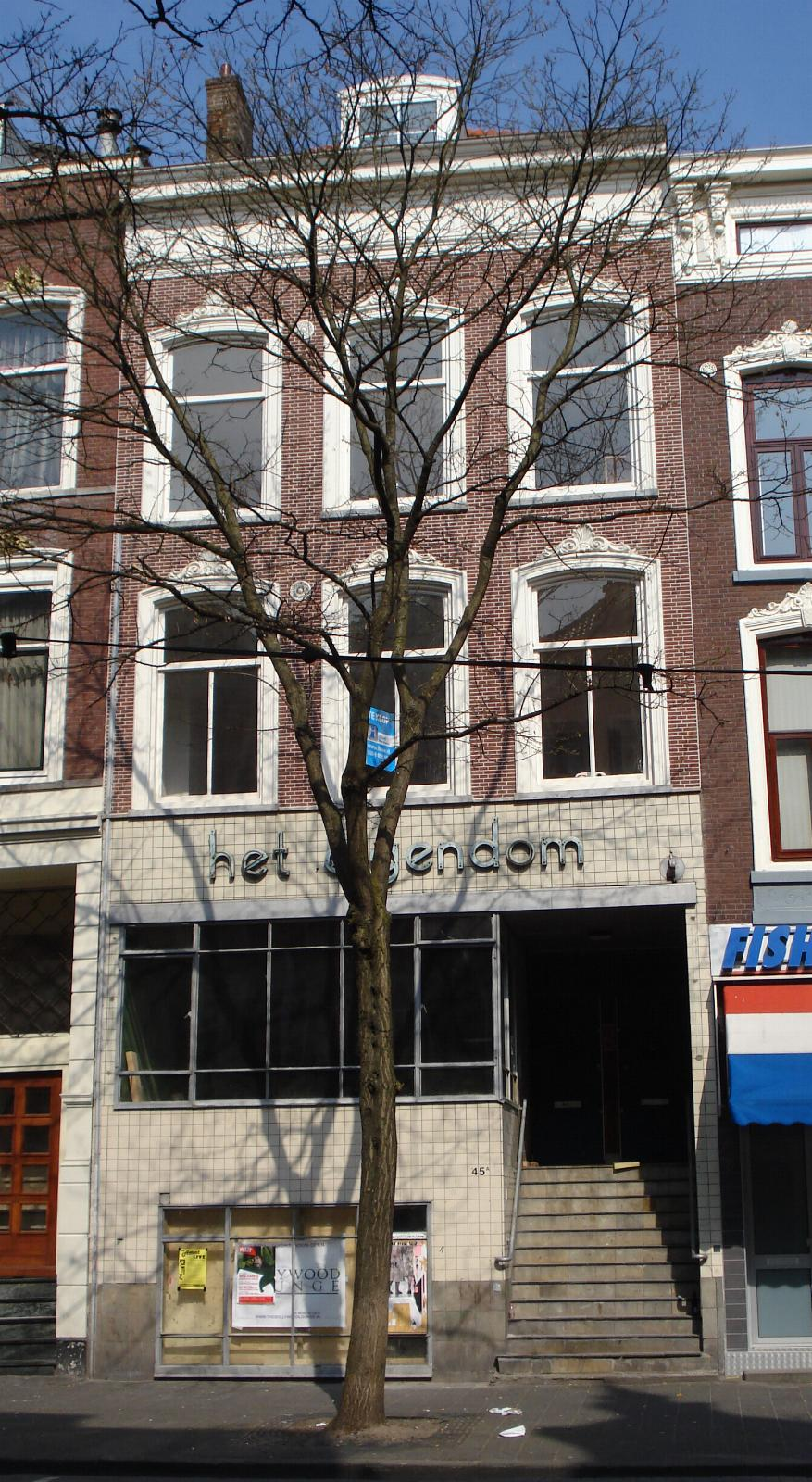
Witte de Withstraat 45
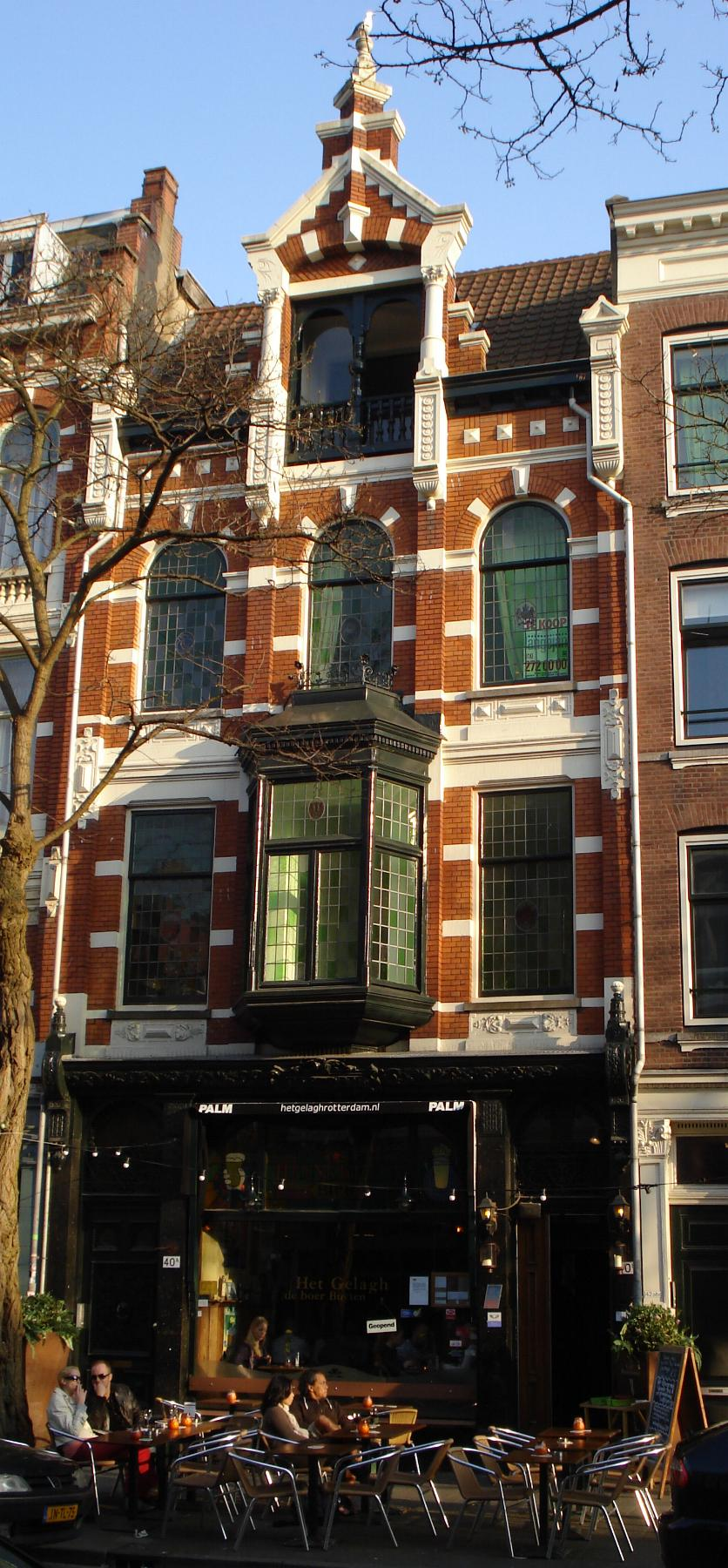
Witte de Withstraat 40
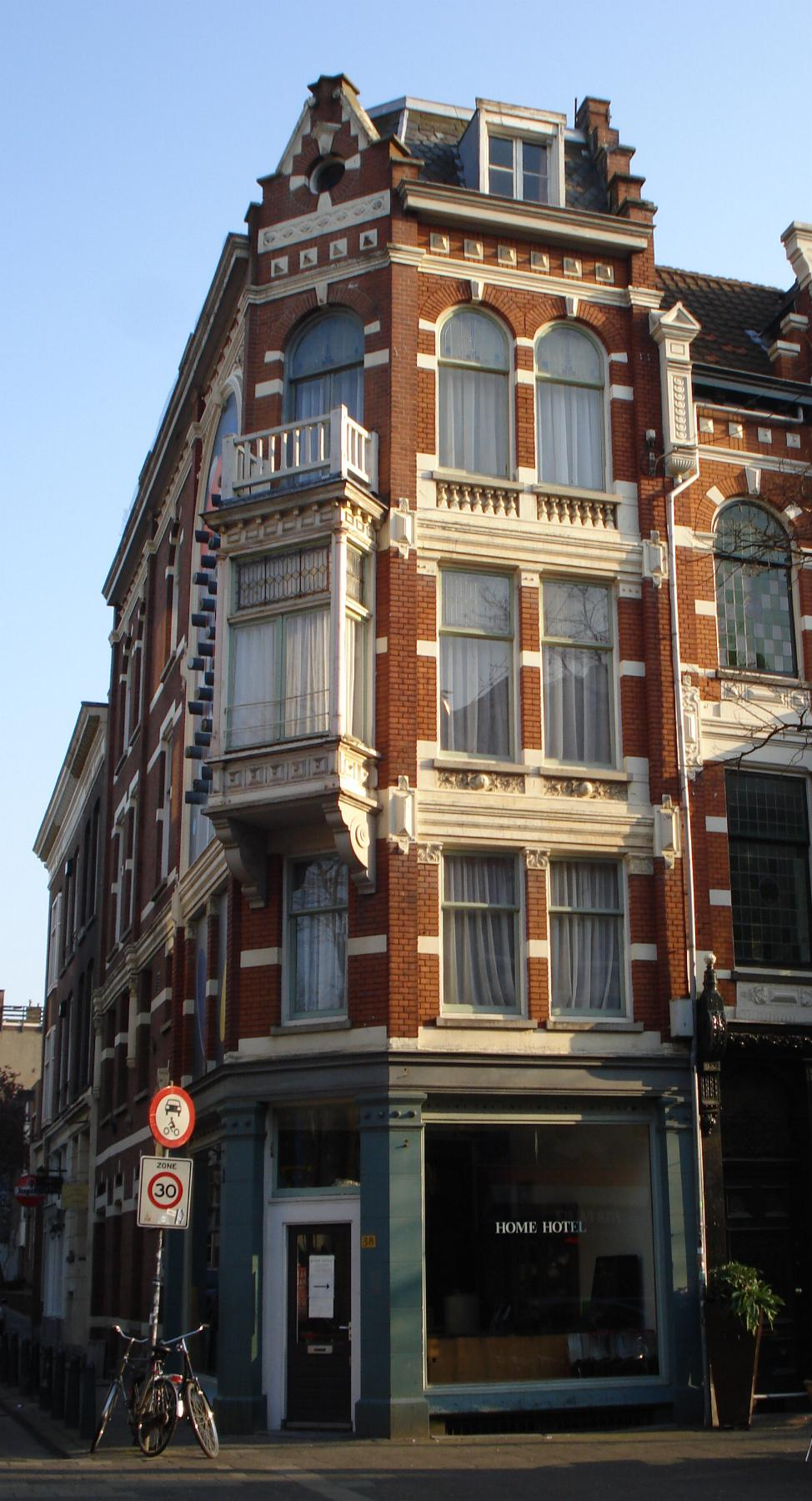
Witte de Withstraat 38
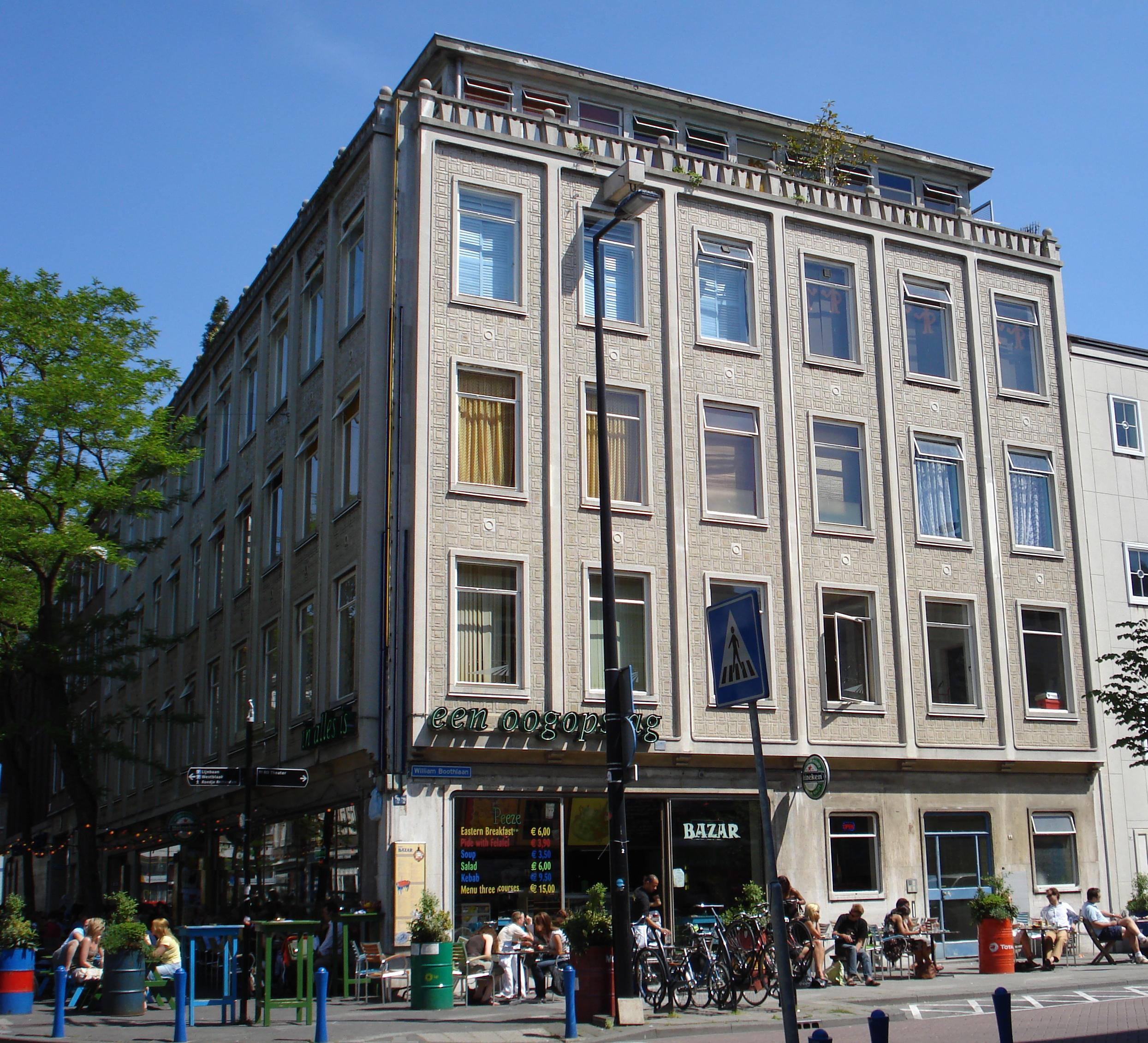
Witte de Withstraat 16
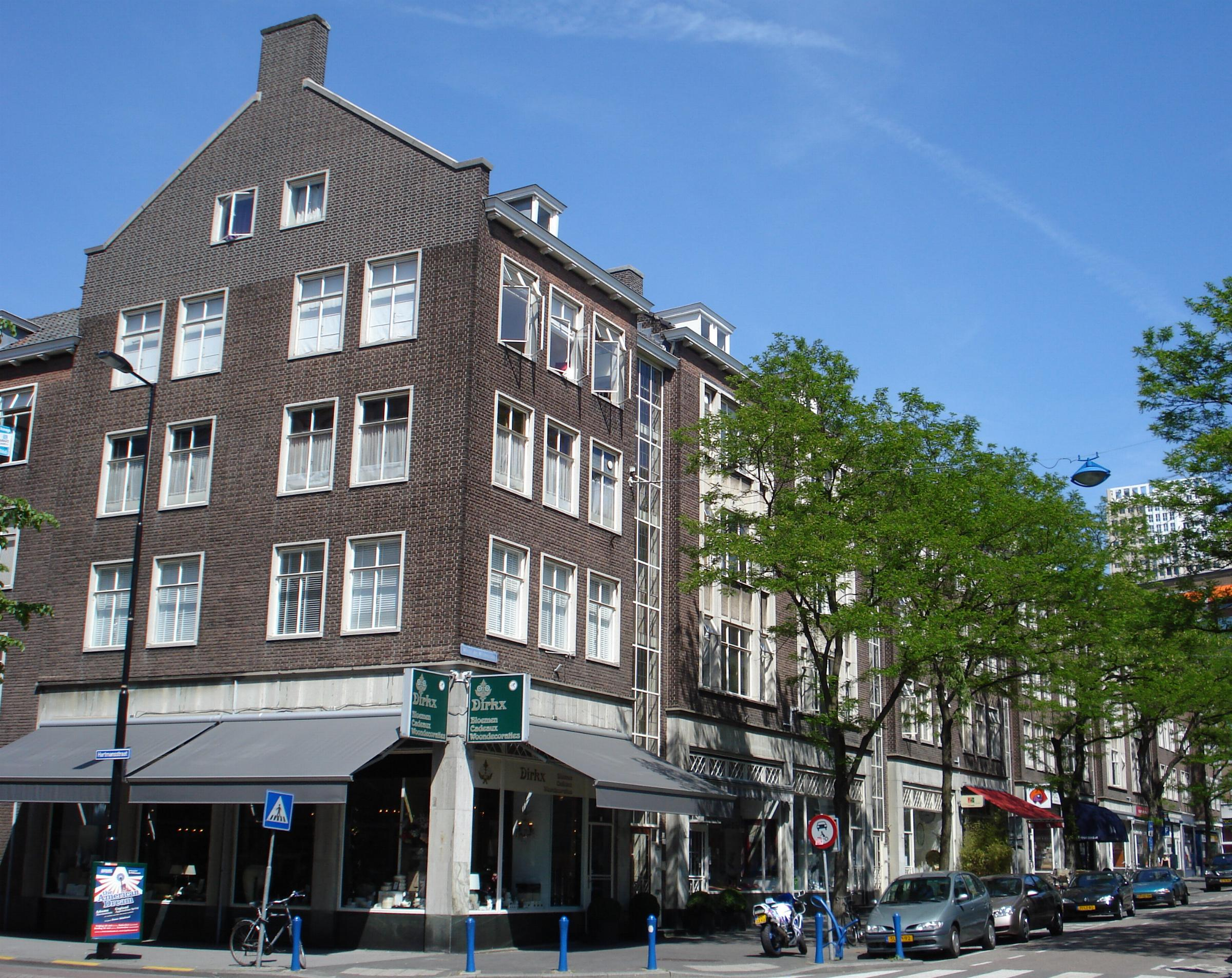
Witte de Withstraat 15